# Olasz filmszínészek listája
Ez a lista az olasz filmekben szereplő, olaszországi születésű, nevezetes filmszínészeket sorolja fel:
| Ábécé szerinti tartalomjegyzék                      |
| --------------------------------------------------- |
| A B C D E F G H I J K L M N O P Q R S T U V W X Y Z |

- Big Jimmy (Ischitella)
- Gegia (Galatina, 1959)

## A
- Diego Abatantuono (Milánó, 1955)
- Barbara Abbondanza (Cesena, 1968)
- Dino Abbrescia (Bari, 1966)
- Alessandra Acciai (Róma, 1965)
- Stefano Accorsi (Bologna, 1971)
- Niccolò Accursio Di Leo (Caltabellotta, 1917 – Palermo, 1997)
- Laura Adani (Modena, 1913 – Moncalieri, 1996)
- Dina Adorni (Nápoly, 1905 – Detroit, 1995)
- Carlotta Aggravi (Róma, 1982)
- Andrea Agresti (Pistoia, 1974)
- Gianni Agus (Cagliari, 1917 – Róma, 1994)
- Maurizio Aiello (Vico Equense, 1970)
- Antonio Albanese (Olginate, 1964)
- Elsa Albani (Genova, 1921 – 2004)
- Marcella Albani (Albano Laziale, 1899 – Wiesbaden, 1959)
- Giorgio Albertazzi (San Martino a Mensola, 1925 – Roccastrada, 2016)
- Guido Alberti (Benevento, 1909 – Róma, 1996)
- Gigio Alberti (Milánó, 1956)
- Edda Albertini (Trento, 1926 – Róma, 1988)
- Giampiero Albertini (Muggiò, 1927 – Róma, 1991)
- Anna Maria Alegiani (Róma, 1927)
- Victor Alfieri (Róma, 1971)
- Lydia Alfonsi (Parma, 1928 – 2022)
- Marisa Allasio (Torino, 1936)
- Antonio Allocca (Portici, 1937)
- Italia Almirante Manzini (Taranto, 1890 – São Paulo, 1941)
- Irene Aloisi (Milánó, 1925)
- Roberto Alpi (Settimo Torinese, 1952)
- Elena Altieri (Stresa, 1910 – 1997)
- Elda Alvigini (Róma, 1968)
- Lia Amanda (Róma, 1932)
- Luisa Amatucci (Nápoly, 1970)
- Claudio Amendola (Róma, 1963)
- Ferruccio Amendola (Torino, 1930 – Róma, 2001)
- Gina Amendola (Róma, 1917)
- Giuseppe Anatrelli (Nápoly, 1925 – Nápoly, 1981)
- Susy Andersen (Pola, 1940)
- Felice Andreasi (Torino, 1928 – Cortazzone, 2005)
- Gabriella Andreini (Nápoly, 1938)
- Isabella Andreini (Padova, 1562 – Lione, 1604)
- Enzo Andronico (Palermo, 1930)
- Guido Angeli (Pescia, 1931)
- Edi Angelillo (Velence, 1961)
- Luciana Angiolillo (Róma, 1925)
- Alberto Angrisano (Nápoly, 1963)
- Franco Angrisano (Potenza, 1926 – Salerno, 1996)
- Rosina Anselmi (Caltagirone, 1876 – Catania, 1965)
- Ennio Antonelli (Róma, 1927 – Róma, 2004)
- Laura Antonelli (Pola, 1941 – Ladispoli, 2015)
- Gabriele Antonini (Róma, 1938)
- Omero Antonutti (Basiliano, 1935 – 2019)
- Sonia Aquino (Avellino, 1977)
- Manuela Arcuri (Anagni, 1977)
- Anna Arena (Quiliano, 1919 – Jesolo, 1974)
- Lello Arena (Nápoly, 1953)
- Maurizio Arena (Róma, 1933 – Casal Palocco, 1979)
- Luca Argentero (Torino, 1978)
- Fiore Argento (Róma, 1970)
- Sergio Assisi (Nápoly, 1972)
- Adriana Asti (Milánó, 1933)
- Maria Chiara Augenti (Nápoly, 1982)
- Clara Auteri (Caltagirone, 1918)
- Serena Autieri (Nápoly, 1976)
- Matteo Reza Azchirvani (Novara, 1973)

## B
- Ivan Bacchi (Ferrara, 1975)
- Aldo Baglio (Palermo, 1958)
- Margherita Bagni (Torino, 1902 – Róma, 1960)
- Natalino Balasso (Porto Tolle, 1960)
- Marco Balbi (Milánó, 1954)
- Andrea Balestri (Pisa, 1963)
- Elisabetta Balia (Nuoro, 1979)
- Desdemona Balistrieri (Trapani, 1889)
- Virginia Balistrieri (Trapani, 1888)
- Dario Ballantini (Livorno, 1964)
- Gigi Ballista (Firenze, 1918 – Róma, 1980)
- Domenico Balsamo (Nápoly, 1979)
- Lino Banfi (Andria, 1936)
- Monty Banks (Cesena, 1897 – Arona, 1950)
- Fiammetta Baralla (Róma, 1943)
- Rita Barbanera (Palermo, 1968 – 2001)
- Paola Barbara (Róma, 1912 – Anguillara Sabazia, 1989)
- Luca Barbareschi (Montevideo, 1956)
- Anna Maria Barbera (Torino, 1962)
- Urbano Barberini (Róma, 1961)
- Cesare Barbetti (Palermo, 1930 – Lucca, 2006)
- Claudia Barbieri (Milánó, 1971)
- Gianfranco Barra (Róma, 1940 – Róma, 2025)
- Valentina Bartolo (Torino, 1979)
- Isa Barzizza (Sanremo, 1929)
- Jonis Bascir (Róma, 1960)
- Marco Basile (Noto, 1974)
- Ettore Bassi (Bari, 1970)
- Luca Bastianello (Padova, 1979)
- Giovanni Battezzato (Milánó, 1950)
- Giuseppe Battiston (Udine, 1968)
- Marco Bellavia (Milánó, 1964)
- Agostina Belli (Milánó, 1949)
- Laura Belli (Nápoly, 1947)
- Monica Bellucci (Città di Castello, 1964)
- Ettore Belmondo (Torino, 1967)
- Maria Antonietta Beluzzi (Cesena, 1930 – Bologna, 1997)
- Vittoria Belvedere (Vibo Valentia, 1972)
- Memo Benassi (Sorbolo, 1891 – Bologna, 1957)
- Carmelo Bene (Campi Salentina, 1937 – Róma, 2002)
- Ida Di Benedetto (Nápoly, 1945)
- Adriana Benetti (Comacchio, 1919 – 2016)
- Nadia Bengala (Siracusa, 1962)
- Katia Beni (Scandicci, 1961)
- Roberto Benigni (Castiglion Fiorentino, 1952)
- Francesco Benigno (Palermo, 1967)
- Fabrizio Bentivoglio (Milánó, 1957)
- Femi Benussi (Rovigno, 1945)
- Carolina Benvenga (Róma, 1990)
- Alessandro Benvenuti (Pelago, 1950)
- Raffaella Bergè (Róma, 1969)
- Angelo Bernabucci (Róma, 1945)
- Erika Bernardi (Palmanova, 1976)
- Zahira Berrezouga (Rivoli, 1976)
- Danilo Bertazzi (Chivasso, 1960)
- Marina Berti (London, 1922 – Róma, 2002)
- Francesca Bertini (Firenze, 1892 – Róma, 1985)
- Giulia Bertini (Róma, 1992)
- Alessandro Bertolucci (Lucca, 1973)
- Mario Besesti (Milánó, 1900 – Milánó, 1975)
- Alessandro Betti (Milánó, 1966)
- Laura Betti (Casalecchio di Reno, 1927 – Róma, 2004)
- Franca Bettoja (Róma, 1936)
- Giulia Bevilacqua (Róma, 1979)
- Isabella Biagini (Róma, 1943 – Róma, 2018)
- Luca Biagini (Siena, 1949)
- Regina Bianchi (Lecce, 1921)
- Tommaso Bianco (Arzano, 1946)
- Riccardo Billi (Siena, 1906 – Róma, 1982)
- Claudio Bisio (Novi Ligure, 1957)
- Luca Bizzarri (Genova, 1971)
- Erika Blanc (Brescia, 1942)
- Delia Boccardo (Genova, 1949)
- Cesare Bocci (Camerino, 1957)
- Brigitta Boccoli (Róma, 1972)
- Ugo Bologna (Milánó, 1917 – Róma, 1998)
- Bombolo (Róma, 1932 – Róma, 1987)
- Paolo Bonacelli (Civita Castellana, 1937)
- Serena Bonanno (Róma, 1978)
- Massimo Bonetti (Róma, 1954)
- Giorgia Bongianni (Róma, 1972)
- Alessio Boni (Sarnico, 1966)
- Marco Bonini (Róma, 1972)
- Nella Maria Bonora (Mantova, 1904 – Firenze, 1990)
- Caterina Boratto (Torino, 1915 – Róma, 2010)
- Salvatore Borghese (Róma, 1937)
- Giorgio Borghetti (Róma, 1971)
- Andrea Bosca (Canelli, 1980)
- Emanuele Bosi (Róma, 1985)
- Liù Bosisio (Milánó, 1936)
- Lucia Bosé (Milánó, 1931)
- Armando Bottin (Anzio, 1942 – Romford, 1989)
- Anna Maria Bottini (Milánó, 1916 – Giove, 2020)
- Raoul Bova (Róma, 1971)
- Giorgio Bracardi (Róma, 1935)
- Fabrizio Bracconeri (Róma, 1964)
- Arturo Brachetti (Torino, 1957)
- Arturo Bragaglia (Frosinone, 1893 – Róma, 1962)
- Francesca Braggiotti (1902 – Marbella, 1998)
- Lorenzo Branchetti (Prato, 1981)
- Matteo Branciamore (Róma, 1981)
- Enzo Braschi (Genova, 1949)
- Rossano Brazzi (Bologna, 1916 – Róma, 1994)
- Mario Brega (Róma, 1923 – 1994)
- Eleonora Brigliadori (Milánó, 1960)
- Enrico Brignano (Róma, 1966)
- Lilla Brignone (Róma, 1913 – Róma, 1984)
- Mercedes Brignone (Madrid, 1885 – Milánó, 1967)
- Nancy Brilli (Róma, 1964)
- Roberto Brivio (Milánó, 1938)
- Giulio Brogi (Verona, 1935–2019)
- Cloris Brosca (Nápoly, 1957)
- Walter Brugiolo (San Venanzio di Galliera, 1962)
- Roberto Brunetti (Bologna, 1967)
- Valeria Bruni Tedeschi (Torino, 1964)
- Ettore Bruno (Torino, 1940)
- Massimiliano Bruno (Róma, 1970)
- Tino Buazzelli (Frascati, 1922 – Róma, 1980)
- Maria Grazia Buccella (Milánó, 1940)
- Flavio Bucci (Torino, 1947 – Passo Oscuro, 2020)
- Carlo Buccirosso (Nápoly, 1954)
- Paolo Buglioni (Róma, 1950)
- Massimo Bulla (Busto Arsizio, 1971)
- Ottavio Buonomo (Acerra, 1985)
- Raffaele Buranelli (Róma, 1968)
- Luigi Maria Burruano (Palermo, 1948 – Palermo, 2017)
- Margherita Buy (Róma, 1962)
- Lando Buzzanca (Palermo, 1935)

## C
- Eleonora Cadeddu (Milánó, 1995)
- Michael Cadeddu (Milánó, 1987)
- Fanny Cadeo (Lavagna, 1970)
- Giulia Cailotto (Milánó, 1982)
- Gianni Cajafa (1915 – Milánó, 1997)
- Francesca Calabrese (Busto Arsizio, 1991)
- Clara Calamai (Prato, 1909 – Rimini, 1998)
- Ernesto Calindri (Certaldo, 1909 – Milánó, 1999)
- Paolo Calissano (Genova, 1967)
- Sarah Calogero (Róma, 1981)
- Jerry Calà (Catania, 1951)
- Nicola Canonico (Avella, 1976)
- Carlo Campanini (Torino, 1906 – Róma, 1984)
- Gianna Maria Canale(wd) (Reggio Calabria, 1927 – Sutri, 2009)
- Aurora Cancian (Torino, 1949)
- Miriam Candurro (Nápoly, 1980)
- Loredana Cannata (Giarratana, 1975)
- Enzo Cannavale (Nápoly, 1928 – Nápoly, 2011)
- Giorgio Cantarini (Orvieto, 1992)
- Giorgio Capecchi (Livorno, 1902 – Róma, 1978)
- Anna Capodaglio (Messina, 1879 – Bologna, 1961)
- Wanda Capodaglio (Asti, 1889 – Castelfranco di Sopra, 1980)
- Lino Capolicchio (Merano, 1943)
- Cristiana Capotondi (Róma, 1980)
- Kaspar Capparoni (Róma, 1964)
- Debora Caprioglio (Mestre, 1968)
- Anita Caprioli (Vercelli, 1973)
- Luca Capuano (Milánó, 1977)
- Fabrizio Capucci (Róma, 1934)
- Flora Carabella (Róma, 1926 – Róma, 1999)
- Lilli Carati (Varese, 1956 – Besano, 2014)
- Francesco Caruso Cardelli (Róma, 1958)
- Claudia Cardinale (La Goletta, 1938)
- Stella Carnacina (1955)
- Memmo Carotenuto (Róma, 1908 – Róma, 1980)
- Mario Carotenuto (Róma, 1915 – Róma, 1995)
- Raffaella Carrà (Bologna, 1943 – Róma, 2021)
- Tino Carraro (Milánó, 1910 – 1995)
- Albano Carrisi (Brindisi, 1943)
- Pino Caruso (Palermo, 1934 –  Róma, 2019)
- Ferruccio Casacci (Torino, 1934)
- Maurizio Casagrande (Nápoly, 1961)
- Diego Casale (Torino, 1971)
- Diego Casalis (Torino, 1977)
- Salvatore Cascio (Palazzo Adriano, 1979)
- Chiara Caselli (Bologna, 1967)
- Maria Pia Casilio (L’Aquila, 1935 –  Róma, 2012)
- Stefania Casini (Villa di Chiavenna, 1948)
- Paolo Casiraghi (Bergamo, 1971)
- Francesco Casisa (Palermo, 1987)
- Nadia Cassini (Woodstock, 1949 –  Reggio Calabria, 2025)
- Oreste Castagna (Milánó, 1959)
- Mario Castellani (Róma, 1906 – Róma, 1978)
- Franco Castellano (San Vito al Tagliamento, 1957)
- Sergio Castellitto (Róma, 1953)
- Massimo Castri (Cortona, 1943)
- Giusi Cataldo (Palermo, 1961)
- Antonio Catania (Acireale, 1952)
- Myriam Catania (Róma, 1979)
- Luciano Catenacci (Róma, 1933 – Melbourne, 1990)
- Guido Cavalleri (Bergamo, 1963)
- Giulio Cavalli (Milánó, 1977)
- Marina Giulia Cavalli (Portland, 1965)
- Francesca Cavallin (Bassano del Grappa, 1976)
- Victor Cavallo (Róma, 1947 – Róma, 2000)
- Gianni Cavina (Bologna, 1940)
- Sandra Ceccarelli (Milánó, 1967)
- Massimo Ceccherini (Firenze, 1965)
- Renato Cecchetto (Róma, 1951)
- Carlo Cecchi (Firenze, 1939)
- Giuseppe Cederna (Róma, 1957)
- Adriano Celentano (Milánó, 1938)
- Ascanio Celestini (Róma, 1972)
- Adolfo Celi (Messina, 1922 – Cogollo del Cengio, 1986)
- Athina Cenci (1946)
- Niccolò Centioni (Róma, 1993)
- Roberto Ceriotti (Milánó, 1966)
- Enzo Cerusico (Róma, 1939 – Róma, 1991)
- Gino Cervi (Bologna, 1901 – Castiglione della Pescaia, 1974)
- Michela Cescon (Treviso, 1971)
- Marcello Cesena ()
- Renato Cestiè (Róma, 1963)
- Andrea Checchi (Firenze, 1916 – Róma, 1974)
- Alida Chelli (carpi, 1943)
- Walter Chiari (Verona, 1924 – Milánó, 1991)
- Laura Chiatti (Castiglione del Lago, 1982)
- Valentina Chico (Róma, 1976)
- Beppe Chierici (Cuneo, 1937)
- Eloisa Cianni (Róma, 1932)
- Francesca Ciardi ()
- Vittorio Ciardo (Torino, 1980)
- Massimo Ciavarro (Róma, 1957)
- Emilio Cigoli (Livorno, 1909 – Livorno, 1980)
- Glenda Cima (La Spezia, 1972)
- Tano Cimarosa (Messina, 1922)
- Gigliola Cinquetti (Verona, 1947)
- Gabriele Cirilli (Sulmona, 1967)
- Bruno Cirino (Nápoly, 1936 – Vercelli, 1981)
- Federica Citarella (Vico Equense, 1987)
- Roberto Citran (Padova, 1955)
- Franco Citti (Róma, 1935 – Róma, 2016)
- Sergio Citti (Fiumicino, 1933 – Ostia, 2005)
- Corinne Cléry (Párizs, 1950)
- Giancarlo Cobelli (Milánó, 1933)
- David Coco (Catania, 1970)
- Marica Coco (Catania, 1975)
- Pino Colizzi (Paola, 1937)
- Clara Colosimo (Conegliano Veneto, 1922 – Róma, 1994)
- Emiliano Coltorti (Róma, 1974)
- Ennio Coltorti (Róma, 1952)
- Marco Columbro (Viareggio, 1950)
- Francesca Romana Coluzzi (Tiran, 1943)
- Rossella Como (Róma, 1939 – Róma, 1986)
- Vittorio Congia (Iglesias, 1931)
- Chiara Conti (Firenze, 1974)
- Ugo Conti (Milánó, 1955)
- Paolo Conticini (Pisa, 1969)
- Franco Coop (Nápoly, 1891 – Róma, 1962)
- Pierluigi Coppola (Foligno, 1977)
- Pierluigi Corallo (Trani, 1976)
- Giancarlo Judica Cordiglia (San Maurizio Canavese, 1971)
- Antonio Cornacchione (Montefalcone nel Sannio, 1959)
- Simone Corrente (Róma, 1975)
- Paola Cortellesi (Róma, 1973)
- Leonardo Cortese (Róma, 1916 – Róma, 1984)
- Massimo Corvo (Róma, 1959)
- Edoardo Costa (Varese, 1967)
- Lella Costa (Milánó, 1952)
- Romolo Costa (Asti, 1897 – Róma, 1965)
- Federico Costantini (Róma, 1989)
- Carolina Crescentini (Róma, 1980)
- Lorenzo Crespi (Messina, 1971)
- Dhia Cristiani (Dovadola, 1915 – Róma, 1977)
- Olinto Cristina (Firenze, 1888 – Róma, 1962)
- Guerrino Crivello (Torino, 1929)
- Carlo Croccolo (Nápoly, 1927 – Nápoly, 2019)
- Vincenzo Crocitti (Róma, 1949)
- Frank Crudele (Bari, 1954)
- Geppi Cucciari (Macomer, 1973)
- Riccardo Cucciolla (Bari, 1924 – Róma, 1999)
- Maria Grazia Cucinotta (Messina, 1968)

## D
- Ugo D’Alessio (Nápoly, 1909)
- Franca D’Amato (Nápoly, 1959)
- Michele D’Anca (Róma, 1963)
- Gianfranco D’Angelo (Róma, 1936)
- Tosca D’Aquino (Nápoly, 1966)
- Paola D’Arienzo (Torino, 1975)
- Valeria D’Obici (Lerici, 1952)
- Umberto D’Orsi (Trieszt, 1929 – Róma, 1976)
- Isa Danieli (Nápoly, 1937)
- Carlo Dapporto (Sanremo, 1911 – Róma, 1989)
- Massimo Dapporto (Milánó, 1945)
- Ninetto Davoli (San Pietro a Maida, 1948)
- Cecilia Dazzi (Róma, 1969)
- Elio De Capitani (Taleggio, 1953)
- Renato De Carmine (Róma, 1923 – Róma, 2010)
- Cinzia De Carolis (Róma, 1960)
- Ferruccio De Ceresa (Genova, 1922 – Róma, 1993)
- Carlo De Mejo (Róma, 1945 – Róma, 2015)
- Rosaria De Cicco (Nápoly)
- Buffy Dee (1923–1995)
- Eduardo De Filippo (Nápoly, 1900 – Róma, 1984)
- Peppino De Filippo (Nápoly, 1903 – Róma, 1980)
- Luca De Filippo (Róma, 1948)
- Luigi De Filippo (Nápoly, 1930 – Róma, 2018)
- Gaia De Laurentiis (Róma, 1970)
- Anna Maria De Luca (Spezzano Albanese, 1955)
- Lorella De Luca (Firenze, 1940–2014)
- Pupo De Luca (Milánó, 1924 – Lanzarote, 2006)
- Fabio De Luigi (Santarcangelo di Romagna, 1967)
- Giorgio De Lullo (Róma, 1921 – Róma, 1981)
- Laura De Marchi (Savona, 1936)
- Augusto De Megni (Foligno, 1980)
- Valentine Demy (Pisa, 1963)
- Loredana De Nardis (Frosinone, 1974)
- Libero De Rienzo (Nápoly)
- Andrea De Rosa (Róma, 1983)
- Francesco De Rosa (Nápoly, 1952 – Perugia, 2004)
- Orchidea De Santis (Bari, 1948)
- Lorraine De Selle (Milánó, 1951)
- Christian De Sica (Róma, 1951)
- Vittorio De Sica (Sora, 1901 – Neuilly-sur-Seine, 1974)
- Ria De Simone (1947–1995)
- Giuliana De Sio (Cava de’ Tirreni, 1957)
- Vincenzo De Toma (1921–1999)
- Pietro De Vico (Nápoly, 1911 – Róma, 1999)
- Enzo Decaro (Portici, 1958)
- Lorenzo degl’Innocenti (Firenze, 1971)
- Piera Degli Esposti (Bologna, 1939 – Róma, 2021)
- Diana Dei (Róma, 1914 – Castiglione del Lago, 1999)
- Roberto Del Giudice (Milánó, 1940 – 2007)
- Alberto Dell’Acqua (Campobasso, 1944)
- Arnaldo Dell’Acqua (Campobasso, 1938)
- Ottaviano Dell’Acqua (Róma, 1954)
- Roberto Dell’Acqua (Róma, 1946 – Róma, 2019)
- Carla Del Poggio (Nápoly, 1925)
- Duilio Del Prete (Cuneo, 1938 – Róma, 1998)
- Lory Del Santo (Povegliano Veronese, 1958)
- Carlo Delle Piane (Santa Margherita di Atri, 1936 – 2019)
- Araba Dell’Utri (Róma, 1985)
- Maria Denis (Buenos Aires, 1916 – Róma, 2004)
- Giada Desideri (1973)
- Davide Devenuto (Róma, 1972)
- Alessio Di Clemente (Firenze, 1967)
- Mauro Di Francesco (Milánó, 1951)
- Oscar Di Maio (1959)
- Carmelo Di Mazzarelli (Marina di Ragusa, 1918)
- Eleonora Di Miele (Monsummano Terme, 1979)
- Olimpia Di Nardo (Nápoly, 1948 – Róma, 2003)
- Andrea Di Stefano (Róma, 1972)
- Enrico Di Troia (Róma, 1959)
- Camilla Diana (Róma, 1989)
- Nicolò Diana (San Gimignano, 1996)
- Luigi Diberti (Torino, 1939)
- Franco Diogene (Catania, 1947 – Genova, 2005)
- Stefano Dionisi (Róma, 1966)
- Silvia Dionisio (Róma, 1951)
- Gioele Dix (Milánó, 1956)
- Dominot (Tunisi, 1930)
- Mario Donen (Carpenedolo, 1935)
- Johnny Dorelli (Milánó, 1937)
- Giustino Durano (Brindisi, 1923 – Bologna, 2002)
- Doris Duranti (Livorno, 1917 – Santo Domingo, 1995)
- Enrico Dusio (Torinó, 1971)

## E
- George Eastman (Luigi Montefiori) (Genova, 1942)
- Laura Efrikian (Treviso, 1940)
- Antonella Elia (Torino, 1963)
- Nicoletta Elmi (Róma, 1964)
- Gianni Elsner (Merano, 1940)
- Barbara Enrichi (Tavarnelle Val di Pesa, 1961)
- Ciro Esposito (Nápoly, 1981)
- Giovanni Esposito (Nápoly, 1970)

## F
- Aldo Fabrizi (Róma, 1905 – Róma, 1990)
- Elena Fabrizi (Róma, 1915 – Róma, 1993)
- Franco Fabrizi (Cortemaggiore, 1926 – Cortemaggiore, 1995)
- Valeria Fabrizi (Verona, 1938)
- Valentina Fago (Bologna, 1971)
- Marco Falaguasta (Róma, 1970)
- Anna Falchi (Tampere, 1972)
- Armando Falconi (Róma, 1871 – 1954)
- Franca Faldini (Róma, 1931)
- Rossella Falk (Róma, 1926)
- Ennio Fantastichini (Gallese (VT), 1955)
- Sergio Fantoni (Róma, 1930 – 2020)
- Roberto Farnesi (Pisa, 1969)
- Fabio Farronato (Torino, 1960)
- Antonella Fattori (Prato, 1963)
- Annalisa Favetti (Róma, 1972)
- Pierfrancesco Favino (Róma, 1971)
- Beatrice Fazi (Salerno, 1972)
- Daniela Fazzolari (Torino, 1975)
- Antonino Faà di Bruno (London, 1910 – Alessandria, 1981)
- Mavi Felli (Róma, 1966)
- Edwige Fenech (Annába, 1948)
- Luisa Ferida (Castel San Pietro Terme, 1914 – Milánó, 1945)
- Sabrina Ferilli (Fiano Romano, 1964)
- Luca Ferrante (Róma, 1979)
- Giovanni Ferreri (Parabiago, 1960)
- Marco Ferreri (Milánó, 1928 – Párizs, 1997)
- Paolo Ferrari (Brüsszel, 1929 – Róma, 2018[1])
- Anna Maria Ferrero (Róma, 1928 – Párizs, 2018)
- Irene Ferri (Róma, 1972)
- Fabio Ferri (Róma, 1970)
- Turi Ferro (Catania, 1921 – Catania, 2001)
- Gabriele Ferzetti (Róma, 1925 – Róma, 2015)
- Christiane Filangieri (Würzburg, 1978)
- Camilla Filippi (Brescia, 1979)
- Pasquale Finicelli (Nápoly, 1963)
- Angela Finocchiaro (Milánó, 1955)
- Donatella Finocchiaro (Catania, 1970)
- Maria Fiore (Róma, 1935 – Róma, 2004)
- Giuseppe Fiorello (Catania, 1969)
- Rosario Fiorello (Catania, 1960)
- Fiorenzo Fiorentini (Róma, 1920 – Róma, 2003)
- Sergio Fiorentini (Róma, 1934)
- Tiberio Fiorilli (Nápoly, 1608 – Párizs, 1694)
- Anna Fiorilli Pellandi (1772–1840)
- Lando Fiorini (Róma, 1938–2017)
- Lorenzo Flaherty (Róma, 1967)
- Lucio Flauto (Busto Arsizio, 1930 – Busto Arsizio, 1989)
- Valerio Foglia Manzillo (Nápoly, 1978)
- Clizia Fornasier (Conegliano, 1986)
- Iaia Forte (Nápoly, 1963)
- Riccardo Forte (Cuneo, 1958)
- Corrado Fortuna (Palermo, 1978)
- Massimo Foschi (Forlì, 1939)
- Arnoldo Foà (Ferrara, 1916 – Róma, 2014)
- Franco Franchi (Palermo, 1928 – Róma, 1992)
- Lando Francini (São Paulo, 1956)
- Fulvia Franco (Trieszt, 1931 – Róma, 1988)
- Nino Frassica (Messina, 1950)
- Laura Freddi (Róma, 1972)
- Ludovico Fremont (Róma, 1982)
- Lucio Fulci (Róma, 1927 – Róma, 1996)
- Fabio Fulco (Nápoly, 1970)
- Margherita Fumero (Torino, 1947)
- Giacomo Furia (Arienzo, 1925)
- Ira von Fürstenberg (Róma, 1940 – Róma, 2024)
- Cosimo Fusco (Matera, 1962)

## G
- Giorgio Gaber (Milánó, 1939)
- Corrado Gaipa (Palermo, 1925 – Róma, 1989)
- Eros Galbiati (Lecco, 1981)
- Anna Galiena (Róma, 1954)
- Rosina Galli (Velence, 1906 – Madrid, 1969)
- Mario Gallina (Trieszt, 1889 – Milánó, 1950)
- Michele Gammino (Róma, 1941)
- Giuseppe Gandini (Ferrara, 1972)
- Elisabetta Gardini (Padova, 1956)
- Stefania Orsola Garello (Arcisate, Varese, 1963)
- Benedetta Gargari (Róma, 1995)
- Ludovica Gargari (Róma, 1996)
- Enzo Garinei (Róma, 1926 – Róma, 2022)
- Gianni Garko (Zára, 1935)
- Riccardo Garrone (Róma, 1926)
- Franco Gasparri (Senigallia, 1948 – Róma, 1999)
- Alessandro Gassman (Róma, 1965)
- Vittorio Gassman (Genova, 1922 – Róma, 2000)
- Marta Gastini (Alessandria, 1989)
- Lauro Gazzolo (Nervi, 1900 – Róma, 1970)
- Nando Gazzolo (Savona, 1928)
- Giuliano Gemma (Róma, 1938 – Civitavecchia, 2013)
- Laura Gemser (Jáva, 1950) indonéz-holland
- Michele Genovese (Barletta, 1907 – Bitonto, 1980)
- Pietro Genuardi (Milánó, 1962)
- Claudia Gerini (Róma, 1971)
- Elio Germano (Róma, 1980)
- Massimo Ghini (Róma, 1954)
- Emilio Ghione (Torino, 1872 – Róma, 1930)
- Ileana Ghione (Cortemilia, 1931 – Róma, 2005)
- Emanuele Giachet (Róma, 1981)
- Fosco Giachetti (Sesto Fiorentino, 1900 – Róma, 1974)
- Marco Giallini (Róma, 1963)
- Chiara Giallonardo (Róma, 1979)
- Adriano Giannini (Róma, 1971)
- Giancarlo Giannini (La Spezia, 1942)
- Fabrizio Gifuni (Róma, 1966)
- Andrea Giordana (Róma, 1946)
- Daniela Giordano (1948) (Palermo, 1948)
- Daniela Giordano (1965) (Róma, 1965)
- Eleonora Giorgi (Róma, 1953)
- Brando Giorgi (Róma, 1966)
- Pier Luigi Giorgio (Campobasso, 1948)
- Claudio Gioè (Palermo, 1975)
- Massimo Girotti (Mogliano, 1918 – Róma, 2003)
- Francesco Giuffrida (Catania, 1981)
- Carlo Giuffrè (Nápoly, 1928 – 2018)
- Aldo Giuffrè (Nápoly, 1924 – Róma, 2010)
- Antonio Giuliani (Róma, 1967)
- Max Giusti (Róma, 1968)
- Giorgio Gobbi (Róma, 1951)
- Daniela Goggi (Róma, 1953)
- Valeria Golino (Nápoly, 1966)
- Claudio Gora (Genova, 1913 – Róma, 1998)
- Evelina Gori (Róma, 1908)
- Giancarlo Gori (Signa, 1949)
- Giulia Elettra Gorietti (Róma, 1988)
- Gilberto Govi (Genova, 1885 – 1966)
- Emma Gramatica (Fidenza, 1874 – Ostia, 1965)
- Irma Gramatica (Fiume, 1870 – Firenze, 1962)
- Serena Grandi (Bologna, 1958)
- Vanessa Gravina (Milánó, 1974)
- Dorian Gray (Bolzano, 1928 – Torcegno, 2011)
- Gianluca Grecchi (Milánó, 1997)
- José Greci (Ferrara, 1940–2017)
- Cosetta Greco (Trento, 1930 – Róma, 2002)
- Gabriele Greco (Messina, 1976)
- Ezio Greggio (Cossato, 1954)
- Eva Grimaldi (Verona, 1961)
- Nicole Grimaudo (Caltagirone, 1980)
- Romolo Guerreri (Milánó, 1990)
- Monica Guerritore (Róma, 1958)
- Lavinia Guglielman (Róma, 1985)
- Gloria Guida (Merano, 1955)
- Wandisa Guida (Trani, 1937)
- Giovanni Guidelli (Arezzo, 1966)
- Ferdinand Guillaume (Bayonne, 1887 – Viareggio, 1977)
- Leo Gullotta (Catania, 1946)
- Sabina Guzzanti (Róma, 1963)
- Leda Gys (Róma, 1892 – 1957)

## H
- Alessandro Haber (Bologna, 1947)
- Hesperia (Bertinoro, 1885 – Róma, 1959)
- Vanessa Hessler (Róma, 1988)
- Terence Hill (Mario Girotti) (Velence, 1939)
- Marzio Honorato (Nápoly, 1948)

## I
- Enzo Iacchetti (Castelleone, 1952)
- Diego Iannaccone (Bra, 1970)
- Antonio Ianniello (Salerno, 1979)
- Christian Iansante (Svizzera, 1966)
- Gilberto Idonea (Catania, 1946 – Catania, 2018)
- Sabrina Impacciatore (Róma, 1972)
- Francesca Inaudi (Siena, 1977)
- Zoe Incrocci (Brescia, 1917 – Róma, 2003)
- Lorenza Indovina (Róma, 1966)
- Angelo Infanti (Zagarolo, 1939 – Tivoli, 2010)
- Roberto Infascelli (Róma, 1981)
- Ciccio Ingrassia (Carini, 1922 – Róma, 2003)
- Giampiero Ingrassia (Róma, 1961)
- Pino Insegno (Róma, 1959)
- Flavio Insinna (Róma, 1965)
- Antonella Interlenghi (Róma, 1960)
- Franco Interlenghi (Róma, 1931)
- Luca Intoppa (Róma, 1966)
- Ciro Ippolito (Nápoly, 1947)
- Biagio Izzo (Nápoly, 1962)

## J
- Silvana Jachino (Milánó, 1916 – Morciano di Romagna, 2004)
- Carlotta Jossetti (Torino, 1972)
- Giancarlo Judica Cordiglia (San Maurizio Canavese, 1971)

## K
- Anna Kanakis (Catania, 1962 – 2023)
- Paolo Kessisoglu (Genova, 1969)
- Claudia Koll (Róma, 1965)
- Sylva Koscina (Zagabria, 1933 – Róma, 1994)

## L
- Marina La Rosa (Messina, 1977)
- Manuele Labate (Róma, 1983)
- Roberta Lanfranchi (Cremona, 1974)
- Lucrezia Lante della Rovere (Róma, 1966)
- Claudio Lardo (Salerno, 1969)
- Veronica Lario (Bologna, 1956)
- Michele Lastella (Cerignola, 1975)
- Antonio Latella (Castellammare di Stabia, 1967)
- Tina Lattanzi (Alatri, 1897 – Róma, 1997)
- Marisa Laurito (Nápoly, 1951)
- Gino Lavagetto (1938)
- Ubaldo Lay (Róma, 1917 – Róma, 1984)
- Ilenia Lazzarin (Busto Arsizio, 1982)
- Salvatore Lazzaro (Bronte, 1971)
- Edoardo Leo (Róma, 1972)
- Monica Leofreddi (Róma, 1965)
- Marco Leonardi (1971)
- Cinzia Leone (Róma, 1959)
- Vittoria Lepanto (Saracinesco, 1885 – Róma, 1965)
- Tatiana Lepore (Norimberga, 1973)
- Alberto Lionello (Milánó, 1930 – Fregene, 1994)
- Luca Lionello (Róma, 1964)
- Daniele Liotti (Róma, 1971)
- Virna Lisi (Jesi, 1937 – Róma, 2014)
- Luigi Lo Cascio (Palermo, 1967)
- Giusto Lo Piparo (Trieszt, 1949)
- Enrico Lo Verso (Palermo, 1964)
- Giuseppe Loconsole (Torino, 1973)
- Tiziana Lodato (Catania, 1976)
- Loris Loddi (Róma, 1957)
- Veronika Logan (Róma, 1969)
- Giuliana Lojodice (Bari, 1940)
- Gina Lollobrigida (Subiaco, 1927 – Róma, 2023)
- Sandro Lombardi (Poppi, 1951)
- Giovanni Lombardo Radice (Róma, 1954 – Róma, 2023)
- Massimo Lopez (Ascoli Piceno, 1952)
- Sophia Loren (Róma, 1934)
- Livio Lorenzon (Trieszt, 1923 – Latisana, 1971)
- Ray Lovelock (Róma, 1950–2017)
- Antonella Lualdi (Bejrút, 1931–2023)
- Arrigo Lucchini (Bologna, 1916 – Bologna, 1984)
- Piero Lulli (Firenze, 1923 – Róma, 1991)
- Marta Lunetta (Palermo, 1988)
- Simone Lupino (Róma, 1981)

- Alberto Lupo (Genova, 1924 – San Felice Circeo, 1984)
- Daniele Luttazzi (Santarcangelo di Romagna, 1961)

## M
- Erminio Macario (Torino, 1902 – Torino, 1980)
- Melania Maccaferri (Milánó, 1978)
- Marcello Macchia (Chieti, 1978)
- Aldo Maccione (Torino, 1935)
- Nicoletta Machiavelli (Ravarino, 1944 – Seattle, 2015)
- Beatrice Macola (Verona, 1965 – Róma, 2001)
- Sarah Maestri (Luino, 1979)
- Angelo Maggi (Róma, 1955)
- Anna Magnani (Róma, 1908 – Róma, 1973)
- Gianni Magni (Milánó, 1941 – Milánó, 1992)
- Ernesto Mahieux (Nápoly, 1946)
- Achille Majeroni (Siracusa, 1881 – Róma, 1964)
- Marina Malfatti (Firenze, 1940 – 2016)
- Annamaria Malipiero (1973)
- Milena Mancini (Róma, 1977)
- Francesco Mandelli (Erba, 1979)
- Olivia Manescalchi (Torino, 1973)
- Nino Manfredi (Castro dei Volsci, 1921 – Róma, 2004)
- Silvana Mangano (Róma, 1930 – Madrid, 1989)
- Gioacchino Maniscalco (Palermo, 1950)
- Roberto Mantovani (Bologna, 1955)
- Rodolfo Mantovani (Foligno, 1978)
- Mario Maranzana (Trieszt, 1930)
- Anna Marchesini (Orvieto, 1953)
- Nino Marchetti (Codroipo, 1909 – Róma, 1983)
- Simona Marchini (Róma, 1941)
- Francesca Marciano (Róma, 1955)
- Neri Marcorè (Porto Sant'Elpidio, 1966)
- Alessia Marcuzzi (Róma, 1972)
- Elio Marcuzzo (Treviso, 1917 – Breda di Piave, 1945)
- Ivano Marescotti (Bagnacavallo, 1946–2023)
- Fiorella Mari (São Paulo, 1928)
- Fioretta Mari (Firenze, 1950)
- Marcella Mariani (Róma, 1936 – Rieti, 1955)
- Valeria Marini (Róma, 1967)
- Salvatore Marino (Asmara, 1960)
- Alessandro Mario (Agrigento, 1972)
- Virginie Marsan (Monaco, 1985)
- Peter Martell (Bolzano, 1938)
- Elsa Martinelli (Grosseto, 1935–2017)
- Loredana Martinez (Róma)
- Rossana Martini (Empoli, 1926 – Trieszt, 1988)
- Martufello (Sezze, 1951)
- Marco Marzocca (Róma, 1962)
- Stefano Masciarelli (Róma, 1958)
- Lauretta Masiero (Velence, 1927)
- Giulietta Masina (San Giorgio di Piano, 1920 – Róma, 1994)
- Marina Massironi (Legnano, 1963)
- Benedetta Massola (La Spezia, 1978)
- Chiara Mastalli (Róma, 1984)
- Valerio Mastandrea (Róma, 1972)
- Leopoldo Mastelloni (Nápoly, 1945)
- Marcello Mastroianni (Fontana Liri, 1924 – Párizs, 1996)
- Alessandra Mastronardi (Nápoly, 1986)
- Barbara Matera (Lucera, 1981)
- Anna Mazzamauro (Róma, 1941)
- Peppino Mazzullo (Messina, 1926)
- Mauro Meconi (Róma, 1980)
- Mariuccia Medici (Milánó, 1910)
- Anna Melato (Milánó, 1952)
- Mariangela Melato (Milánó, 1941 – Róma, 2013)
- Ricky Memphis (Róma, 1968)
- Franco Merli (Róma, 1956 – 2025)
- Maurizio Merli (Róma, 1940 – Róma, 1989)
- Elsa Merlini (Trieszt, 1903 – Róma, 1983)
- Martina Merlino (Róma, 1989)
- Mario Merola (Nápoly, 1934 – Castellammare di Stabia, 2006)
- Marco Messeri (Livorno, 1952)
- Giovanna Mezzogiorno (Róma, 1974)
- Vittorio Mezzogiorno (Cercola, 1941 – Milánó, 1994)
- Maurizio Micheli (Livorno, 1947)
- Giulia Michelini (Róma, 1985)
- Milena Miconi (Róma, 1971)
- Sandra Milo (Tunisz, 1933 – Róma, 2024)
- Sofia Milos (Zürich, 1969) görög
- Michele Mirabella (Bitonto, 1943)
- Michela Miti (Róma, 1963)
- Maria Mizar Ferrara (Bologna, 1899 – Róma, 1997)
- Alessandro Momo (Róma, 1953 – Róma, 1974)
- Sandra Mondaini (Milánó, 1931)
- Romina Mondello (Róma, 1974)
- Carlo Monni (Campi Bisenzio, 1943)
- Cinzia Monreale (Genova, 1957)
- Renzo Montagnani (Alessandria, 1930 – Róma, 1997)
- Simone Montedoro (Róma, 1973)
- Lucio Montanaro (Taranto, 1953)
- Maria Amelia Monti (Milánó, 1962)
- Luigi Montini (Milánó, 1934)
- Flavio Montrucchio (Torino, 1975)
- Laura Morante (Santa Fiora, 1956)
- Rina Morelli (Nápoly, 1908 – Róma, 1976)
- Claudia Mori (Róma, 1944)
- Valeria Moriconi (Jesi, 1931 – 2005)
- Federica Moro (Carate Brianza, 1965)
- Fabrizio Moroni (Firenze, 1943 – Róma, 2006)
- Daniela Morozzi (Firenze, 1968)
- Gastone Moschin (San Giovanni Lupatoto, 1929)
- Gabriele Muccino (Róma, 1967)
- Silvio Muccino (Róma, 1982)
- Francesco Mulè (Róma, 1926 – Róma, 1984)
- Tiberio Murgia (Oristano, 1929)
- Caterina Murino (Cagliari, 1977)
- Felice Musazzi (San Lorenzo di Parabiago, 1921 – Legnano, 1989)
- Angelo Musco (Catania, 1872 – Milánó, 1937)
- Tuccio Musumeci (Catania, 1934)
- Chiara Muti (Firenze, 1973)
- Ornella Muti (Róma, 1955)
- Enrico Mutti (Loano, 1962)

## N
- Agnese Nano (Róma, 1965)
- Itaco Nardulli (Róma, 1974 – Szicília, 1991)
- Edoardo Natoli (Róma, 1983)
- Licia Navarrini (Rovigo, 1963)
- Amedeo Nazzari (Cagliari, 1907 – Róma, 1979)
- Francesca Neri (Trento, 1964)
- Rosalba Neri (Forlì, 1939)
- Franco Nero (San Prospero, 1941)
- Edoardo Nevola (1953)
- Maurizio Nichetti (Milánó, 1948)
- Daria Nicolodi (Firenze, 1950 – 2020)
- Ave Ninchi (Ancona, 1914 – Trieszt, 1997)
- Nik Novecento (1964–1987)
- Walter Nudo (Montréal, 1970)
- Loredana Nusciak (Trieszt, 1942 – Trieszt, 2006)

## O
- Andrea Occhipinti (Milánó, 1957)
- Micol Olivieri (Róma, 1993)
- Maria Rosaria Omaggio (1957–2024)
- Paola Onofri (Róma, 1962)
- Glauco Onorato (Torino, 1939)
- Riccardo Niseem Onorato (Róma, 1966)
- Franco Oppini (Quistello, 1950)
- Regina Orioli (Róma, 1977)
- Lia Orlandini (Milánó, 1896 – Bologna, 1979)
- Silvio Orlando (Nápoly, 1957)
- Umberto Orsini (Novara, 1934)
- Wanda Osiris (Róma, 1905 – Milánó, 1994)

## P
- Alessandro Paci (Scandicci, 1964)
- Lea Padovani (Montalto di Castro, 1920 – Róma, 1991)
- Bartolomeo Pagano (Genova, 1878 – Genova, 1947)
- Ugo Pagliai (Pistoia, 1937)
- Andreina Pagnani (Róma, 1906 – Róma, 1981)
- Lola Pagnani (Róma, 1972)
- Eros Pagni (La Spezia, 1939)
- Gianni Palladino (Sulmona, 1948)
- Silvana Pampanini (Róma, 1925 – 2016)
- Giorgio Panariello (Cinquale, 1960)
- Alessandra Panaro (Róma, 1939–2019)
- Marco Pancrazi (Tivoli, 1983)
- Claudia Pandolfi (Róma, 1974)
- Paolo Panelli (Róma, 1925 – Róma, 1997)
- Corrado Pani (Róma, 1936 – Róma, 2005)
- Francesco Pannofino (Pieve di Teco, 1958)
- Francesco Paolantoni (Nápoly, 1956)
- Paolo Paoloni (1929–2019)
- Ferdinando Paone (Nápoly, 1956)
- Rocco Papaleo (Lauria, 1958)
- Enrico Pappalardo (Catania, 1946)
- Sabrina Paravicini (Morbegno, 1970)
- Flavio Parenti (Párizs, 1979)
- Alba Parietti (Torino, 1961)
- Alessandro Partexano (Siracusa, 1955)
- Elli Parvo (Milánó, 1915)
- Giorgio Pasotti (Bergamo, 1973)
- Eduardo Passarelli (Nápoly, 1903 – Nápoly, 1968)
- Lorenzo Patanè (Catania, 1976)
- Luigi Pavese (Asti, 1896 – Róma, 1969)
- Nino Pavese (Asti, 1904 – Róma, 1979)
- Nello Pazzafini (Róma, 1934 – Lido di Ostia, 1997)
- Daniele Pecci (Róma, 1970)
- Patrizio Pelizzi (Róma, 1973)
- Ines Pellegrini (Milánó, 1954)
- Patrizia Pellegrino (Torre Annunziata, 1962)
- Biagio Pelligra (Comiso, 1937)
- Elisabetta Pellini (Sorengo, 1974)
- Vincenzo Peluso (Nápoly, 1968)
- Antonio Pennarella (Nápoly, 1960 – Nápoly, 2018)
- Francesca Perini (Róma, 1984)
- Elena Perino (Róma, 1985)
- Clemente Pernarella (Latina, 1971)
- Riccardo Peroni (Chiavari, 1949)
- Andrea Perroni (Róma, 1980)
- Paolo Persi (Trieszt, 1969)
- Pascal Persiano (Salerno, 1960)
- Stefano Pesce (Bologna, 1967)
- Gabriella Pession (Daytona, 1980)
- Paola Pessot (Róma, 1980)
- Pamela Petrarolo (Róma, 1976)
- Mirko Petrini (Fermo, 1975)
- Ettore Petrolini (Róma, 1884 – Róma, 1936)
- Luigi Petrucci (Nápoly, 1956)
- Maria Palma Petruolo (Caserta, 1989)
- Amilcare Pettinelli (Róma, 1886 – Róma, 1963)
- Lucrezia Piaggio (Róma, 1986)
- Tina Pica (Nápoly, 1884 – Nápoly, 1968)
- Ottavia Piccolo (Bolzano, 1949)
- Gloria Piedimonte (Mantova, 1955)
- Leonardo Pieraccioni (Firenze, 1965)
- Anna Maria Pierangeli (Cagliari, 1932 – Los Angeles, 1971)
- Martina Pinto (Mombasa, 1989)
- Massimo Piras (Oristano)
- Imma Piro (Nápoly, n. 1956)
- Carlo Pisacane (Nápoly, 1891 – Róma, 1974)
- Rosita Pisano (Nápoly, 1924)
- Flavio Pistilli (Pescasseroli, 1979)
- Luigi Pistilli (Grosseto, 1929 – Milánó, 1996)
- Mario Pisu (Montecchio Emilia, 1910 – Velletri, 1976)
- Max Pisu (Legnano, 1965)
- Raffaele Pisu (Bologna, 1925 – Castel San Pietro Terme, 2019)
- Paola Pitagora (Parma, 1941)
- Veronica Pivetti (Milánó, 1965)
- Armando Pizzuti (Carpinone, 1982)
- Riccardo Pizzuti (Cetraro, 1934 –)
- Michele Placido (Ascoli Satriano, 1946)
- Violante Placido (Róma, 1976)
- Rossana Podestà (Tripoli, 1934)
- Massimo Poggio (Alessandria, 1970)
- Cesare Polacco (Velence, 1900 – Róma, 1986)
- Paolo Poli (Firenze, 1929 – Róma, 2016
- Donatella Pompadour (Maglie, 1974)
- Raffaella Ponzo (Róma, 1977)
- Cochi Ponzoni (Milánó, 1941)
- Rosalia Porcaro (Nápoly, 1966)
- Giacomo Poretti (Busto Garolfo, 1956)
- Angela Portaluri (Maglie, 1937)
- Romina Power (Los Angeles, 1951)
- Renato Pozzetto (Laveno-Mombello, 1940)
- Carlo Presotto (Velence, 1961)
- Giancarlo Prete (Róma, 1943 – Róma)
- Alessandro Preziosi (Nápoly, 1973)
- Nanda Primavera (L’Aquila, 1895 – Marino, 1995)
- Antonio Prisco (Foggia, 1962)
- Andrea Prodan (Róma, 1961)
- Karin Proia (Latina, 1974)
- Gigi Proietti (Róma, 1940 – Róma, 2020)
- Fabrizio Pucci (Róma, 1957)
- Vittoria Puccini (Firenze, 1981)
- Aldo Puglisi (Catania, 1935–2024)
- Pietro Pulcini (Róma, 1973)
- Michele Puntillo (Banzi, 1956)

## Q
- Pino Quartullo (Civitavecchia, 1957)
- Paola Quattrini (Róma, 1945)
- Selvaggia Quattrini (Róma, 1975)
- Angiolina Quinterno (Torino, 1932 – Róma, 2006)

## R
- Giovanna Ralli (Róma, 1935)
- Gianluca Ramazzotti (Róma, 1970)
- Salvo Randone (Siracusa, 1906 – Róma, 1991)
- Luisa Ranieri (Nápoly, 1973)
- Renato Rascel (Torino, 1912 – Róma, 1991)
- Luigi Rasi (Ravenna, 1852 – Milánó, 1918)
- Rada Rassimov (Trieszt, 1938)
- Carlo Reali (Padova, 1930)
- Gigi Reder (Nápoly, 1928 – Róma, 1998)
- Aldo Reggiani (Pisa, 1946)
- Primo Reggiani (Róma, 1983)
- Bobby Rhodes (Livorno, 1947)
- Giovanna Rei (Nápoly, 1975)
- Remo Remotti (Róma, 1924)
- Francesca Rettondini (Verona, 1971)
- Antonio Rezza (Novara, 1965)
- Davide Ricci (La Spezia, 1977)
- Elena Sofia Ricci (Firenze, 1962)
- Renzo Ricci (Firenze, 1899 – Milánó, 1978)
- Franco Ricordi (1958)
- Lucio Ridenti (Taranto, 1895 – Torino, 1973)
- Giovanni Rienzo (Castellammare di Stabia, 1980)
- Mariano Rigillo (Nápoly, 1939)
- Giuseppe Rinaldi (Róma, 1919)
- Nadia Rinaldi (Róma, 1967)
- Matteo Ripaldi (Róma, 1983)
- Luisa Rivelli (Ternate, 1930)
- Naike Rivelli (Monaco di Baviera, 1974)
- Andrea Rivera (Róma, 1971)
- Giacomo Rizzo (Nápoly, 1939)
- Anna Maria Rizzoli (Róma, 1953)
- Eva Robin's (Bologna, 1958)
- Daniela Rocca (Acireale, 1937 – Milo, 1995)
- Stefania Rocca (Torino, 1971)
- Marina Rocco (Milánó, 1979)
- Enrico Roma (Róma, 1888 – Róma, 1941)
- Nicoletta Romanov (Róma, 1979)
- Loredana Romito (Benevento, 1965)
- Andrea Roncato (Bologna, 1947)
- Stelvio Rosi (Róma, 1938)
- Isabella Rossellini (Róma, 1952)
- Alberto Rossi (Livorno, 1966)
- Camillo Rossi (Bari, 1907 – Pescara, 1982)
- Paolo Rossi (Monfalcone, 1953)
- Riccardo Rossi (Róma, 1962)
- Kim Rossi Stuart (Róma, 1969)
- Sergio Rubini (Grumo Appula, 1959)
- Guido Ruffa (Torino, 1956)
- Claudio Ruffini (1940–1981)
- Paolo Ruffini (Livorno, 1978)
- Claudia Ruffo (Nápoly, 1980)
- Leonora Ruffo (Róma, 1935 – Róma, 2007)
- Manuel Rufini (Róma, 1971)
- Federico Russo (Róma, 1997)

## S
- Gianpaolo Saccarola (Velence, 1952 – Róma, 1991)
- Fabrizia Sacchi (Nápoly, 1971)
- Alfredo Sainati (Sestri Ponente, 1868 – Bertinoro, 1936)
- Pamela Saino (Milánó, 1987)
- Vincenzo Salemme (Bacoli, 1957)
- Enrico Maria Salerno (Milánó, 1926 – Róma, 1994)
- Nini Salerno (Verona, 1948)
- Sabrina Salerno (Genova, 1968)
- Enrico Salimbeni (Reggio Emilia, 1965)
- Renato Salvatori (Seravezza, 1933 – Róma, 1988)
- Francesco Salvi (Luino, 1953)
- Enzo Salvi (Róma, 1963)
- Morena Salvino (Milánó, 1978)
- Kally Sambucini (Róma, 1892)
- Gigi Sammarchi (Bologna, 1949)
- Andrea Samà (Róma)
- Amanda Sandrelli (Losanna, 1964)
- Stefania Sandrelli (Viareggio, 1946)
- Giuseppe Sanfelice (Róma, 1983)
- Milla Sannoner (Pesaro, 1941 – Milánó, 2003)
- Maya Sansa (Róma, 1975)
- Claudia Koll (Róma, 1965)
- Claudio Santamaria (Róma, 1974)
- Pippo Santonastaso (Castel San Giovanni, 1936)
- Gianni Santuccio (Clivio, 1911 – Milánó, 1989)
- Samuela Sardo (Róma, 1977)
- Riccardo Sardonè (Milánó, 1971)
- Jacopo Sarno (Milánó, 1989)
- Paolo Sassanelli (Bari, 1958)
- Stefano Satta Flores (Nápoly, 1937 – Róma, 1985)
- Rita Savagnone (Róma, 1939)
- Lunetta Savino (Bari, 1957)
- Gigi Savoia (Nápoly, 1954)
- Mattia Sbragia (Róma, 1952)
- Federica Sbrenna (Róma, 1990)
- Greta Scacchi (Milánó, 1960)
- Delia Scala (Bracciano, 1929 – Livorno, 2004)
- Flaminio Scala (Róma)
- Paolo Maria Scalondro (Róma, 1952)
- Riccardo Scamarcio (Trani, 1979)
- Stefano Scandaletti (Padova, 1977)
- Franco Scandurra (Milánó, 1913 – 2003)
- Sandro Scarchilli (1925)
- Giulio Scarpati (Róma, 1956)
- Eduardo Scarpetta (Nápoly, 1853 – 1925)
- Monica Scattini (Róma, 1957)
- Subash Scheggi Merlini (Tindharia, 1983)
- Rosanna Schiaffino (Genova, 1938 – Milánó, 2009)
- Annabella Schiavone (Salerno, 1933 – 1990)
- Karin Schubert (Hamburg, 1944) német
- Marco Sciaccaluga (Genova, 1953)
- Spiro Scimone (Messina, 1964)
- Yvonne Sciò (Róma, 1969)
- Achille Scognamillo (Róma, 1921 – 2006)
- Tino Scotti (Milánó, 1905 – Tarquinia, 1984)
- Paolo Seganti (Milánó, 1965)
- Paola Senatore (Róma,1949)
- Massimo Serato (Oderzo, 1916 – Róma, 1989)
- Pietro Sermonti (Róma, 1971)
- Adriana Serra (Milánó, 1923)
- Luca Seta (Borgosesia, 1977)
- Francesco Siciliano (Róma, 1968)
- Margot Sikabonyi (Róma, 1982)
- Aldo Silvani (Torino, 1891 – Milánó, 1964)
- Jole Silvani (Trieszt, 1910 – Trieszt, 1994)
- Davide Silvestri (Milánó, 1981)
- Enrico Silvestrin (Róma, 1972)
- Salvio Simeoli (Nápoly, 1980)
- Umberto Smaila (Verona, 1950)
- Jimmy il Fenomeno (Lucera, 1932)
- Michele Soavi (Milánó, 1975)
- Vinicio Sofia (Corleone, 1907 – Róma, 1982)
- Valeria Solarino (El Morro de Barcelona, 1979)
- Nina Soldano (Pisa, 1963)
- Tullio Solenghi (Genova, 1948)
- Emilio Solfrizzi (Bari, 1962)
- Sebastiano Somma (Castellammare di Stabia, 1960)
- Alberto Sordi (Róma, 1920 – Róma, 2003)
- Claudio Sorrentino (Róma, 1945)
- Silvano Spadaccino (Foggia, 1933)
- Umberto Spadaro (Ancona, 1904 – Róma, 1981)
- Alessandro Spadorcia (Róma, 1960)
- Manuela Spartà (Catania, 1982)
- Paolo Spaziani (La Spezia, 1965)
- Bud Spencer (Carlo Pedersoli) (Nápoly, 1929 – Róma, 2016)
- Tony Sperandeo (Palermo, 1953)
- Alessandro Sperduti (Róma, 1988)
- Maria Grazia Spina (Velence, 1936 – Padova, 2025)
- Matteo Spinola (Carpi, 1929 – Cetona, 2006)
- Carletto Sposito (Palermo, 1924 – Róma, 1984)
- Fides Stagni (Róma, 1904 – Milánó, 2002)
- Benito Stefanelli (1929–1999)
- Simonetta Stefanelli (Róma, 1954)
- Anthony Steffen (Róma, 1930 – Rio de Janeiro, 2004)
- Aldo Stella (1955)
- Francesco Stella (Erice, 1974)
- Martina Stella (Firenze, 1984)
- Paolo Stella (Milánó, 1978)
- Giulio Stival (Velence, 1903 – Novara, 1953)
- Paolo Stoppa (Róma, 1906 – Róma, 1988)
- Antonio Stornaiolo (Nápoly, 1961)
- Bebo Storti (Milánó, 1956)
- Giovanni Storti (Milánó, 1957)
- Marina Suma (Nápoly, 1959)

## T
- Marina Tagliaferri (Róma, 1953)
- Gino Talamo (Taranto, 1895 – Róma, 1968)
- Alberto Talegalli (Spoleto, 1913 – Fossato di Vico, 1961)
- Carlo Tamberlani (Salice Salentino, 1899 – Subiaco, 1980)
- Jenny Tamburi (Róma, 1952 – 2006)
- Carlo Taranto (Nápoly, 1921 – Nápoly, 1986)
- Nino Taranto (Nápoly, 1907 – Nápoly, 1986)
- Pietro Taricone (Frosinone, 1975)
- Gianrico Tedeschi (Milánó, 1920–2020)
- Alice Teghil (Róma, 1989)
- Alberto Terrani (Pontelongo, 1935)
- Carlotta Tesconi (Róma, 1988)
- Fabio Testi (Peschiera del Garda, 1941)
- Alessandro Tiberi (Róma, 1977)
- Andrea Tidona (Ragusa, 1951)
- Aroldo Tieri (Corigliano Calabro, 1917 – Róma, 2006)
- Gabriele Tinti (Molinella, 1932 – Róma, 1991)
- Giorgio Tirabassi (Róma, 1960)
- Bianca Toccafondi (Firenze, 1922 – Monterotondo, 2004)
- Sergio Tofano (Róma, 1886 – Róma, 1973)
- Lino Toffolo (Velence, 1934)
- Adelmo Togliani (Róma, 1975)
- Gianmarco Tognazzi (Róma, 1967)
- Ricky Tognazzi (Milánó, 1955)
- Ugo Tognazzi (Cremona, 1922 – Róma, 1990)
- Michelangelo Tommaso (Róma, 1980)
- Fausto Tommei (Velence, 1909 – Padova, 1978)
- Sonia Topazio (Potenza, 1969)
- Anna Maria Torniai (Róma, 1922)
- Rosita Toros (Udine, 1945 – 1995)
- Totò (Nápoly, 1898 – Róma, 1967)
- Silvano Tranquilli (Róma, 1925 – 1997)
- Fabio Traversa (Milánó, 1946)
- Elodie Treccani (Róma, 1971)
- Elena Tricoli (Verona, 1895 – Brabant, 1981)
- Paolo Triestino (Róma)
- Roberta Triggiani (Torino, 1968)
- Fabio Troiano (Torino, 1974)
- Massimo Troisi (San Giorgio a Cremano, 1953 – Ostia, 1994)
- Laura Troschel (1944–2016)
- Marco Tulli (Róma, 1920 – Róma, 1982)
- Gualtiero Tumiati (Ferrara, 1876 – 1962)

## U
- Marzia Ubaldi (1938)
- Claudio Undari (Castelvetrano, 1935 – Róma, 2008)
- Goffredo Unger (Oslo, 1933 – Róma, 2009)
- Matteo Urzia (Róma, 1989)
- Saro Urzì (Catania, 1913 – San Giuseppe Vesuviano, 1979)

## V
- Francesco Vairano (1944)
- Benedetta Valanzano (Nápoly, 1985)
- Osvaldo Valenti (Konstantinápoly, 1906 – Milánó, 1945)
- Rodolfo Valentino (Castellaneta, 1895 – New York, 1926)
- Franca Valeri (Milánó, 1920 – Róma, 2020)
- Anna Valle (Lentini, 1975)
- Filippo Valle (Róma, 1974)
- Alida Valli (Pola, 1921 – Róma, 2006)
- Romolo Valli (Reggio Emilia, 1925 – Róma, 1980)
- Eleonora Vallone (Róma, 1959)
- Raffaele Vallone (Tropea, 1916 – Róma, 2002)
- Bice Valori (Róma, 1927 – Róma, 1980)
- Luigi Vannucchi (Caltanissetta, 1930 – Róma, 1978)
- Nicolas Vaporidis (Róma, 1981)
- Massimiliano Varrese (Róma, 1976)
- Alessio Vassallo (Palermo, 1983)
- Edoardo Velo (Nápoly, 1970)
- Venantino Venantini (Fabriano, 1930 – Viterbo, 2018)
- Mara Venier (Velence, 1952)
- Ivan Venini (Milánó, 1970)
- Lino Ventura (Parma, 1919 – Saint-Cloud, 1987)
- Massimo Venturiello (Roccadaspide, 1957)
- Gianni Verdesca (Terlizzi, 1979)
- Jacoma Antonia Camilla Veronese (1735–1768)
- Mauro Vestri (Genova, 1938)
- Elisabetta Vezzani (Correggio, 1970)
- Raimondo Vianello (Róma, 1922)
- Enrico Viarisio (Torino, 1897 – Milánó, 1969)
- Marco Vicario (Róma, 1925)
- Paolo Villaggio (Genova, 1932 – 2017)
- Olga Villi (Suzzara, 1922 – Rapallo, 1989)
- Pamela Villoresi (Prato, 1957)
- Carmela Vincenti (Bari, 1956)
- Mirca Viola (Forlì, 1968)
- Milly Vitale (Róma, 1932 – Róma, 2006)
- Alvaro Vitali (Róma, 1950)
- Monica Vitti (Róma, 1931 – Róma, 2022)
- Elisabetta Viviani (1953)
- Marco Vivio (Róma, 1978)
- Lina Volonghi (Genova, 1914 – Milánó, 1991)
- Gian Maria Volonté (Milánó, 1933 – Florina, 1994)
- Larissa Volpentesta (Cosenza, 1987)
- Milena Vukotic (Róma, 1938)

## W
- Luca Ward (Róma, 1960)
- Giorgia Würth (Genova, 1979)

## Y
- Taiyo Yamanouchi (Róma, 1975)

## Z
- Ermete Zacconi (Montecchio Emilia, 1857 – Viareggio, 1948)
- Nazzareno Zamperla (Treviso, 1937 – Róma, 2020
- Federico Zanandrea (Monza, 1983)
- Bruno Zanin (Vigonovo, 1951 – 2024)
- Francesca Zanni (Róma, 1968)
- Maria Zanoli (Milánó, 1896 – Milánó, 1977)
- Pietro Zardini (L’Aquila, 1901 – Porto Cervo, 1987)
- Giuseppe Zeno (Cercola, 1976)
- Antonio Zequila (Atrani, 1964)
- Roberto Zibetti (New Jersey, 1971)
- Luca Zingaretti (Róma, 1961)
- Riccardo Zinna (Nápoly, 1958)
- Nietta Zocchi (Rivoli, 1909 – Róma, 1981)
- Lia Zoppelli (Milánó, 1920 – Milánó, 1988)
- Mario Zucca (Torino, 1955)